# ヨーク＝オールバニ公爵

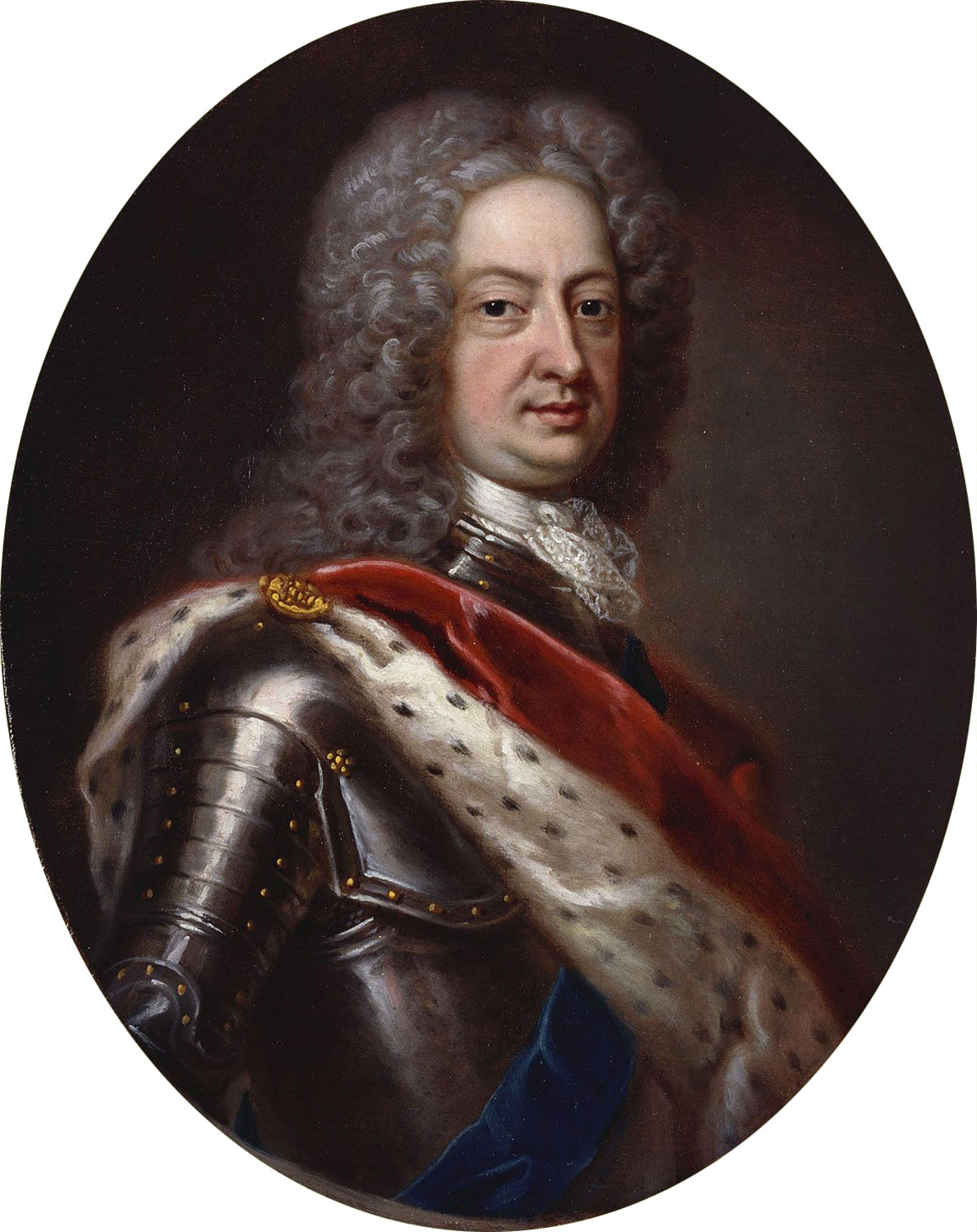
ヨーク＝オールバニ公爵アーネスト・オーガスタス王子

ヨーク＝オールバニ公爵（ヨーク＝オールバニこうしゃく、英語: Duke of York and Albany）は、イギリスの公爵位。グレートブリテン貴族として3度創設されたが、いずれも1代で廃絶した。

## 歴史

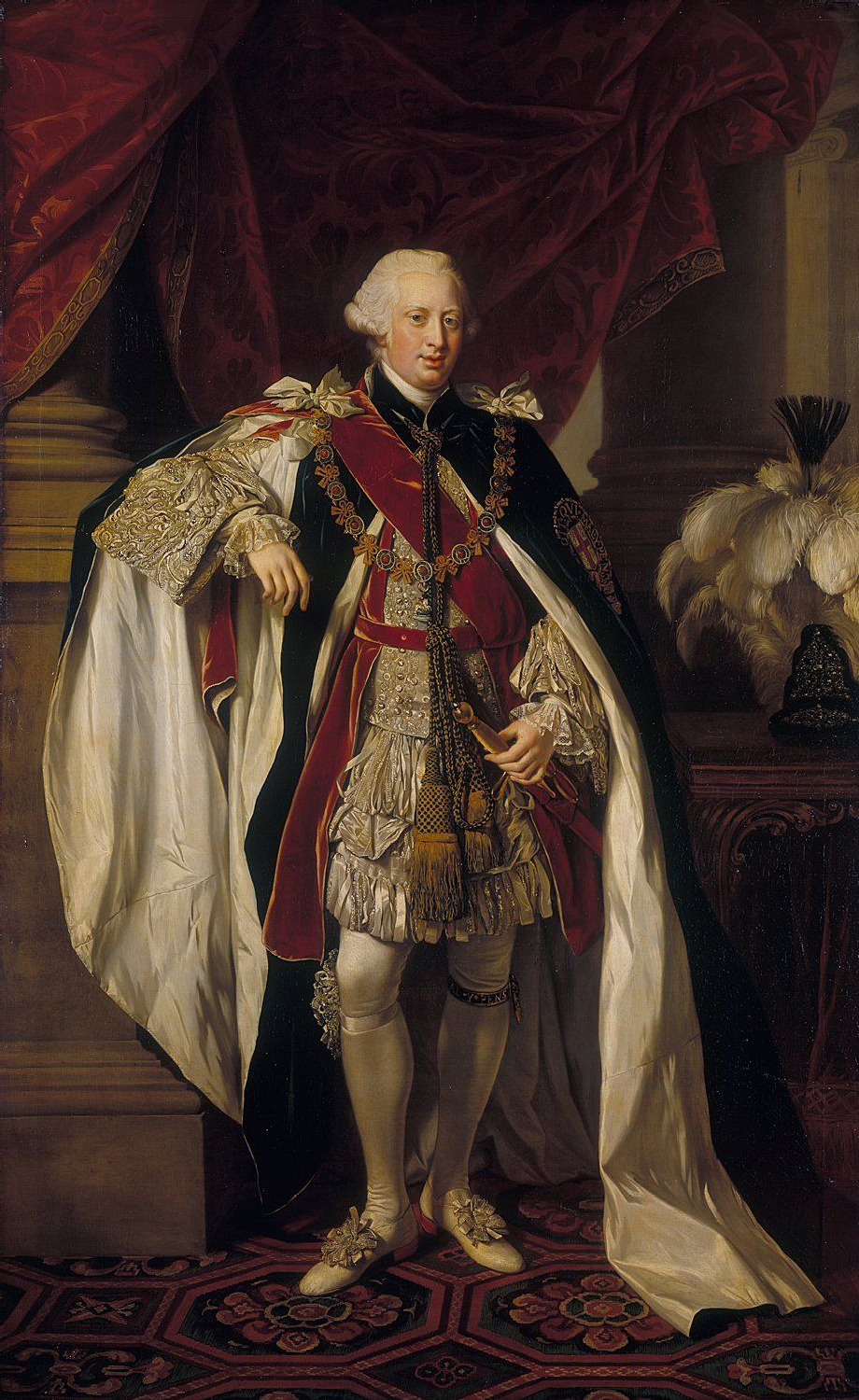
ヨーク＝オールバニ公爵エドワード王子、ナサニエル・ダンス＝ホランドによる肖像画。

17世紀にはジェームズ1世の次男チャールズ(1600-1649)（後のイングランド王チャールズ1世）やチャールズ1世の次男ジェームズ(1633-1701)（後のイングランド王ジェームズ2世）といった、イングランド貴族のヨーク公爵とスコットランド貴族のオールバニ公爵を別々に叙される例があった。「ヨーク＝オールバニ公爵」という1つの爵位として叙される最初の人物はハノーファー選帝侯エルンスト・アウグスト(1629-1698)の息子アーネスト・オーガスタス王子(1674-1728)であり、彼は1716年7月5日にアイルランド貴族であるアルスター伯爵とグレートブリテン貴族であるヨーク＝オールバニ公爵に叙された。しかし、アーネスト・オーガスタス王子は1728年8月14日に生涯未婚のまま死去、爵位は廃絶した。
1760年4月1日、ジョージ3世(1738-1820)は弟にあたるエドワード王子(1739-1767)をアイルランド貴族であるアルスター伯爵とグレートブリテン貴族であるヨーク＝オールバニ公爵に叙した。1767年9月17日にエドワード王子が生涯未婚のまま病死すると、爵位は廃絶した。
1784年11月29日、ジョージ3世の次男フレデリック王子(1763-1827)はアイルランド貴族であるアルスター伯爵とグレートブリテン貴族であるヨーク＝オールバニ公爵に叙された。フレデリック王子は1827年1月5日に死去、後継者となる息子がおらず爵位は廃絶した。
以降「ヨーク＝オールバニ公爵」の爵位を与えられる人物はおらず、ヴィクトリア女王(1819-1901)の時代には息子レオポルド王子(1853-1884)がオールバニ公爵、孫ジョージ王子(1865-1936)がヨーク公爵に叙され、両爵位は分離した。

## ヨーク＝オールバニ公爵（第1期、1716年）
- 初代ヨーク＝オールバニ公爵アーネスト・オーガスタス王子（1674年 – 1728年）

## ヨーク＝オールバニ公爵（第2期、1760年）
- 初代ヨーク＝オールバニ公爵エドワード王子（1739年 – 1767年）

## ヨーク＝オールバニ公爵（第3期、1784年）
- 初代ヨーク＝オールバニ公爵フレデリック王子（1763年 – 1827年）